# Владимир Сланков
Владимир Сланков, известен като Владо, Владе и Ладе Сланков, е български революционер, войвода на Вътрешната македоно-одринска революционна организация.

## Биография
Владимир Сланков е роден в щипското Ново село в 1889 година. Завършва местната прогимназия и влиза във ВМОРО като четник на Мише Развигоров, Ефрем Чучков и Стоян Мишев от 1906 година. През лятото на 1908 година заедно с Кочо Аврамов, Йордан Иванов и Чавдаров прави неуспешен опит за атентат срещу Яне Сандански в Цариград. На 14 август 1909 година прави втори, също неуспешен опит за убийството на Сандански пред кафене „Коломбо“ в Солун. В 1909 година е заловен от властите, измъчван е жестоко, осъден на 15 години затвор и по-късно заточен в Мала Азия. Освободен през 1911 година след амнистия отново се включва в революционната дейност с четата на Тодор Александров. Заедно с Кръстьо Лазаров е организатор на така наречените Магарешки атентати. При избухването на Балканската война с цялата чета е доброволец в Македоно-одринското опълчение и участва в освобождението на Кукуш.
През юли 1914 година Сланков пристига в окупираното от Сърбия Велешко с четата си от 8 души – Каме Дворишки, Георги Аврамов, Ицо Бондиков, Борис Йорданов, Ильо Касев, Георги Табаков и Лазо Беглер. Велешкият ръководител на ВМОРО Ангел Бондиков я препраща за Клепата, за да накаже поставилите се в услуга на новите власти.
Четата получава информация, че сръбските войводи Василие Търбич, Божко Вирянец и Йован Бабунски ще заминат с влака за Гевгелийско, за да действат срещу тамошните чети на ВМОРО — на Христо Аргиров - Чауша, Стоян Чочков и Петър Овчаров. Сланков организира атентат на железопътната линия Велес - Солун, но вместо влака със сръбските войводи е взривен товарен влак. Предадени от сърбоманския кмет на Скачинци Христо Поппавлов, четниците са обградени от сръбските контрачети на Бабунски, Търбич и Вирянец. След сражение на 8 август/26 август 1914 година загиват всички без Георги Аврамов, който се спасява и се присъединява към гевгелийската чета на Стойчо Чочков и Лазо Беглер, който е заловен. Сръбските чети дават 10 убити, между които и войводата Божко Вирянец и Йован Црешневец. След разкрития на тежкоранения Беглер са арестувани Ангел Бондиков и петнайсетина други дейци на ВМОРО. Сръбските власти извършват поредица от репресии над българското население в района.